# کارولینا رانتامکی
کارولینا رانتامکی (انگلیسی: Karoliina Rantamäki؛ زادهٔ ۲۳ فوریهٔ ۱۹۷۸) بازیکن هاکی روی یخ اهل فنلاند است.